# Edvard Beneš
Edvard Beneš (28. maj 1884 – 3. september 1948) var leder af den tjekkoslovakiske frihedsbevægelse og Tjekkoslovakiets anden præsident.

## Biografi
Edvard Beneš var søn af en bonde, født i Kozlany, en lille by i Bøhmen, ca. 60 km vest for Prag. Efter sin skolegang kom han på Karlsuniversitetet i Prag, hvor han studerede filosofi. Dette fulgte han op med studier i Paris på blandt andet Sorbonne og på universitet i Dijon, hvor han blev doktor i jura i 1908. I Prag blev han doktor i filosofi i 1909. I perioden 1913 – 1915 underviste han på handelshøjskolen i Prag, og da han i 1912 havde taget sin sociologieksamen, blev han lektor i sociologi på Karlsuniversitetet.
Under første verdenskrig var Beneš med til at organisere bevægelsen for et uafhængigt Tjekkoslovakiet fra et eksil i Paris. Her søgte han støtte til sit forehavende hos Frankrig og Storbritannien i sin egenskab af sekretær for det tjekkoslovakiske nationalråd i Paris samt inden- og udenrigsminister i en provisorisk tjekkoslovakisk regering.
Opgaven lykkedes, og efter krigen kunne Edvard Beneš vende hjem til et selvstændigt Tjekkoslovakiet, hvor han blev udenrigsminister i perioden 1918-35 (den længst siddende på posten i landets historie), lige som han i flere perioder også var medlem af parlamentet. Det var Edvard Beneš, der repræsenterede landet under forhandlingerne om Versailles-freden, og han blev medlem af Folkeforbundets styrende organ i perioden 1923-28, heraf det sidste par år som præsident. Han blev kendt og respekteret på den internationale politiske scene og nød samtidig tillid på hjemmefronten, hvor han i et par år ud over at være udenrigsminister også var premierminister.
Han var medlem af det tjekkoslovakiske nationale socialistparti og meget ivrig fortaler for et samlet Tjekkoslovakiet, da han ikke betragtede slovakker og tjekker som forskellige nationer.
I 1935 efterfulgte Edvard Beneš Tomáš Masaryk som landets præsident og fungerede som sådan indtil 1948, dog i en længere periode fra eksil (1938-45). I den periode blev han valgt til posten blot to gange på grund af krigen samt regler i den daværende tjekkoslovakiske grundlov.
Det var resultatet af München-aftalen i 1938, der fik Beneš til at gå i eksil. Denne aftale gav, hen over hovedet på Tjekkoslovakiet, det overvejende tysktalende Sudeterlandet til Tyskland. Beneš trak sig tilbage fra præsidentposten pga. pres fra Tyskland og rejste først til England og senere til USA. Inden krigens udbrud vendte han tilbage til London, hvorfra han organiserede befrielseskampen og fik anerkendelse af den tjekkoslovakiske eksilregering og annullering af München-aftalen.
Under anden verdenskrig var det eksilregeringen, der planlagde attentatet på den tyske rigsforstander i Tjekkoslovakiet, Reinhard Heydrich. Planen blev ført ud i livet i 1942, men resultatet blev brutale repressalier fra tyskerne med henrettelse af tusindvis af tjekker. To landsbyer (Lidice og Lezaky) blev total jævnet med jorden.
Trods sin placering i London og dermed orientering mod Vesten stod Beneš også på venskabelig fod med Josef Stalin. I 1943 undertegnede han således en aftale mellem Tjekkoslovakiet og Sovjetunionen for at sikre sit lands og sin egen politiske position efter krigens afslutning.
Ved slutningen på krigen vendte han hjem som Tjekkoslovakiets præsident. Han gik imod den kommunistiske magtovertagelse ved Pragkuppet den 25. februar 1948 under ledelse af premierminister Klement Gottwald og trak sig fra sin præsidentpost 7. juni samme år. Edvard Beneš døde få måneder senere af naturlige årsager i sin sommerresidens i Sezimovo Usti i det sydlige Bøhmen. Hans kone, Hana Benešová, overlevede ham med 26 år og døde den 2. december 1974, 89 år gammel.
Beneš lagde navn til de såkaldte "Beneš-dekreter", der betød ekspropriation af ejendomme tilhørende tysk- og ungarsktalende minoriteter, der blandt andet medførte senere fordrivelse af etniske tyskere til Tyskland og Østrig. Dekreterne er fortsat gældende og stadig lige kontroversielle. Efter Tjekkiets optagelse i EU har regeringen forsikret om, at dekreterne ikke længere vil blive brugt.